# رابح سليماني
رابح سليماني (مواليد 8 أكتوبر 1989) هو لاعب اتحاد رغبي فرنسي.

## حياته الشخصية
ولد رابح في فرنسا ولديه أصول جزائرية.

## وصلات خارجية
- رابح سليماني عل موقع إسبنسكروم (الإنجليزية)
- رابح سليماني على موقع ItsRugby.co.uk (الإنجليزية)